# Agustín Oliveros
Agustín Oliveros Cano (* 17. August 1998 in Montevideo) ist ein uruguayisch-spanischer Fußballspieler.

## Karriere

### Verein
Er startete seine Karriere in der Jugend des Racing Club de Montevideo, wo er ab der Saison 2017/18 von der U19 in den Kader der ersten Mannschaft vorrückte. im Februar 2020 wurde er bis zum Saisonende 2020/21 an Club Nacional ausgeliehen. Seit der Spielzeit 2021/22 steht er in Mexiko beim Club Necaxa unter Vertrag.

### Nationalmannschaft
Sein Debüt in der Uruguayischen Nationalmannschaft hatte er am 17. November 2020 bei einer 0:2-Niederlage gegen Brasilien während der Qualifikation für die Weltmeisterschaft 2022. Hier stand er in der Startelf und verblieb über die komplette Spielzeit auf dem Feld.